# Сюгаїлка
Сюгаї́лка (Сюга; рос. Сюгаилка) — річка в Росії, ліва притока річки Сюга. Протікає по території Можгинського району Удмуртії.
Річка починається на східній околиці колишнього присілку Уйвай-Пельга на кордоні з Вавозьким районом. Протікає на північний схід. Впадає до річки Сюга на території міста Можга. Річка має декілька дрібних приток. Правий берег в основному вкритий лісами, лівий обжитий людиною. В нижній течії прямо перед гирлом створено Можгинський став, місце відпочинку можгинців.
Довжина річки — 22 км. Висота витоку — 239 м, висота гирла — 121 м, похил річки — 5,4 м/км.
На річці розташовані присілки Ніколо-Сюга, Мала Пудга, село Велика Пудга та місто Можга.